# Zastava Yugo
La Zastava Yugo è un'autovettura prodotta dalla casa automobilistica jugoslava Zastava dal 1981 fino al 2000. Ha sostituito la Zastava 750 (versione locale della Fiat 600), ed è stata poi a sua volta sostituita dalla Zastava Koral. Nel periodo 1991 - 1993 venne venduta in Italia con il marchio Innocenti ma denominandola Innocenti Koral.
A causa della sua articolata storia produttiva, nonché dell'effimero successo (pur essendo stata prodotta per 19 anni), immediatamente seguito alle tribolate traversie sul suolo statunitense, la Yugo è entrata suo malgrado nella cultura di massa occidentale come «la peggior auto della storia»; ciò nonostante, questo ha permesso alla Yugo di guadagnarsi una fama rimasta inalterata nel tempo, divenendo oggetto dell'attenzione dei più svariati media anche a distanza di decenni.

## Contesto
La Yugo fu la mancata erede della Fiat 127 perché, quando il progetto in FIAT era ormai pronto per la produzione, venne giudicato poco innovativo dall'amministratore delegato della casa torinese, Vittorio Ghidella; in tutta fretta, quindi, al suo posto fu utilizzato uno studio di Giorgetto Giugiaro (concepito inizialmente per una nuova vettura a marchio Lancia) che porterà alla nascita della Fiat Uno. Il progetto originario fu venduto alla jugoslava Zastava, che la presentò al pubblico come Yugo, in occasione del salone di Belgrado del 1980.

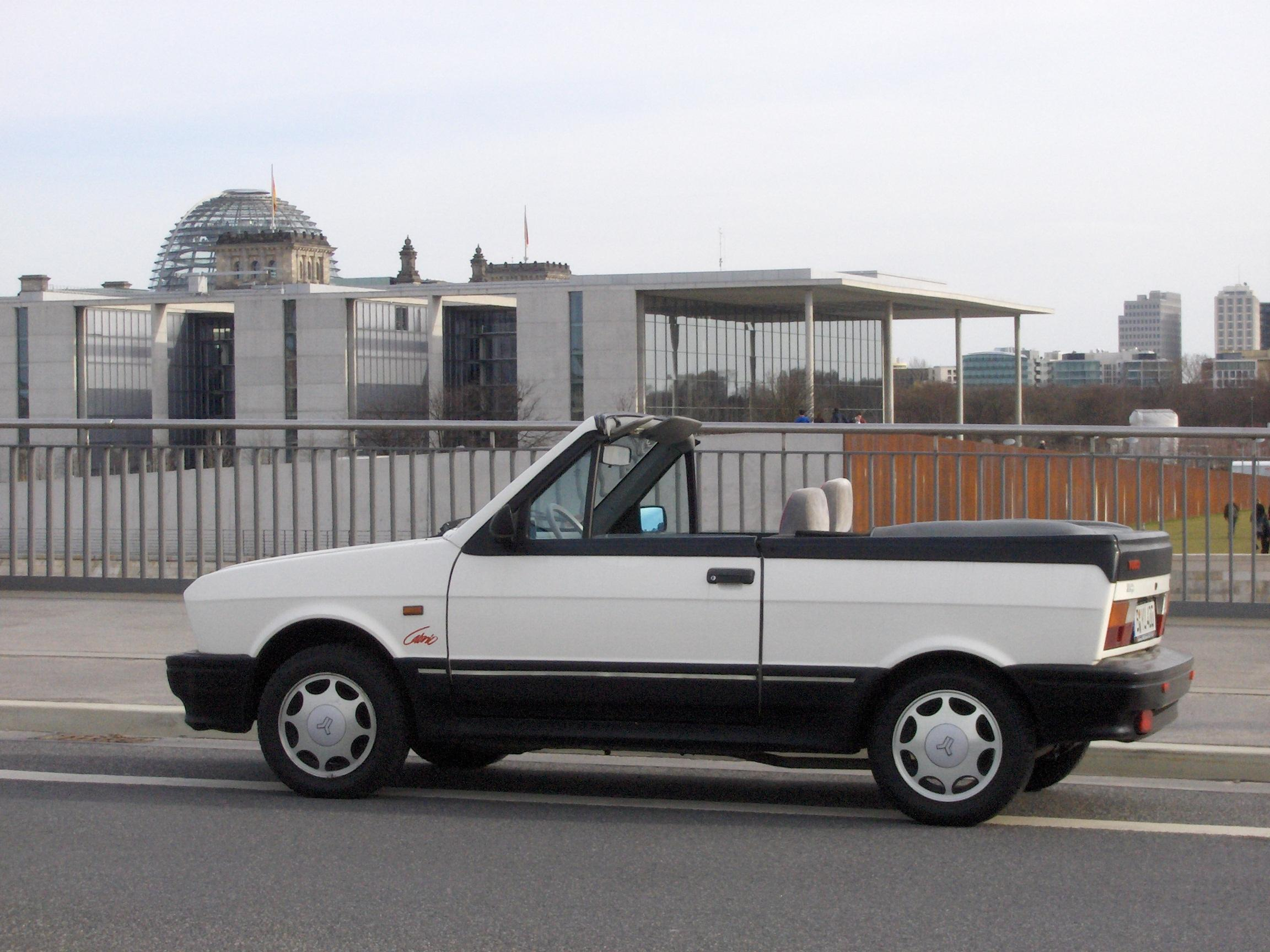
La versione cabrio

La prima serie della Yugo era meccanicamente molto simile alla Fiat 127, di cui montava i motori, mentre la carrozzeria era molto più spigolosa, con le linee più simili a quelle della Fiat Ritmo. Ne fu prodotta anche una versione cabriolet.
La Yugo fu la prima autovettura costruita in una nazione dell'Europa orientale — in un'epoca in cui era ancora in atto la guerra fredda — ad essere esportata negli Stati Uniti d'America. Inizialmente le vendite sul suolo americano furono un successo, ben al di sopra delle aspettative anche in virtù dell'irrisorio prezzo di vendita rispetto alle concorrenti, ma di lì a poco i problemi di qualità costruttiva e di affidabilità di cui era afflitta la Yugo ne decretarono un lento e inesorabile declino, facendone anzi un sorta di "barzelletta" agli occhi del pubblico nordamericano. L'esportazione oltreoceano cessò nel 1992, anche in seguito al peggioramento delle relazioni internazionali tra i due Paesi.
Nel corso degli anni vennero introdotte altre motorizzazioni oltre all'iniziale 903 cm³ erogante 45 cv (da cui il nome di Yugo 45); di conseguenza videro la luce le Yugo 55, Yugo 60 e Yugo 65 con motori di cilindrata aumentata a 1.116 e 1.301 cm³.
Dal 1991 al 1993, grazie a un accordo stipulato con la FIAT nel 1990, la vettura venne commercializzata in Italia con il marchio Innocenti sotto la denominazione di Innocenti Koral. La Koral Innocenti ebbe una limitata carriera anche per l'entrata in vigore delle misure restrittive nei confronti della Serbia nel periodo della dissoluzione della Jugoslavia.
In patria la Yugo ebbe un grande successo commerciale. Nell'allora Jugoslavia era l'auto più venduta, e nella sua semplicità era stata anche predisposta una curiosa versione sportiva: la GVX. La Yugo fu costantemente oggetto di piccole modifiche, dando origine pure a modelli che in patria, all'estero e sui mercati di esportazione presero il nome di "Tempo" e "Ciao".
Con l'inizio dei conflitti jugoslavi degli anni 1990, la produzione subì forti rallentamenti a causa dei bombardamenti NATO sugli impianti della Zastava. Nel 2000, dopo la ripresa della produzione negli stabilimenti serbi al termine della guerra del Kosovo, venne sostituita da un modello quasi identico, la Zastava Koral.